# Cerambyx klinzingi
Cerambyx klinzingi är en skalbaggsart som beskrevs av Cenek Podany 1964. Cerambyx klinzingi ingår i släktet ekbockar, och familjen långhorningar. Inga underarter finns listade.